# Билоус, Игорь Олегович
Игорь Олегович Билоус (укр. Ігор Олегович Білоус) (род. 26 января 1978, Тернополь, Украинская ССР, СССР) — украинский государственный служащий. глава Государственной фискальной службы Украины (с 4 июля 2014 года по 24 февраля 2015). Глава Фонда государственного имущества Украины (с 19 мая 2015 года по 13 апреля 2017).

## Биография
Родился 26 января 1978 года в Тернополе. Его мать, Ольга Билоус, была основательницей и директором Института экономики и предпринимательства, по состоянию на 2014 год работала завкафедрой ТНТУ.
Закончил вторую тернопольскую школу, воспитанник «Пласта».
Учился в Тернопольском национальном экономическом университете, на четвёртом курсе перевёлся в Киевский национальный экономический университет, который окончил с отличием. Получил степень по международным финансам Нортумбрийского университета (Ньюкасл-апон-Тайн, Великобритания); знает несколько[сколько?] языков.

### Карьера в бизнесе
В 2000—2004 годах работал финансовым аналитиком в киевском ООО «Сарс».
С 2005 работал в инвестиционном банке UBS, где возглавлял направление украинского бизнеса.
Был главой инвестиционно-банковского управления инвесткомпании «Ренессанс Капитал» на Украине и странах Центральной и Восточной Европы.

### Работа на госслужбе
12 марта 2014 года Кабинет Министров Украины утвердил Игоря Билоуса на должности главы государственной налоговой службы. При этом с 1 марта 2014 года решением Кабмина было ликвидировано Министерство доходов и сборов и Билоус вместе с главой Государственной таможенной службы Виталием Науменко должен был руководить процессом ликвидации МДС и реорганизации налогового и таможенного ведомств.
Активный сторонник идеи налогового компромисса и внедрения НДС-счетов.

#### Глава Государственной фискальной службы
4 июля 2014 года на заседании правительства Игорь Билоус был назначен главой новосозданной Государственной фискальной службы Украины, которая фактически стала правопреемницей Министерства доходов и сборов Украины.
В начале августа 2014 года Билоус сообщил о начале реформирования налоговой системы. Кроме уже предложенных бизнесу электронного администрирования НДС и налогового компромисса, оно содержит пункт о сокращении количества налогов с 22 до 9, а также пересмотр единого социального взноса.
5 августа Билоус констатировал недопоступления 1 млрд гривен налогов с Донецкой и Луганской областей в июле. По его мнению, эта проблема вызвана сокращением товарообращения между предпринимателями разных областей. По оценкам главы ГФС, в мае государственный бюджет недополучил 420 млн гривен из-за событий в Донбассе, в июне — 630 млн гривен. Суммарные потери за период конфликта составляют 2 млрд гривен.
В марте 2015 ушёл в отставку с поста Главы фискальной службы по результатам проверки, инициированной премьер-министром Арсением Яценюком, которая выявила ряд просчётов в работе руководства службы, в том числе Игоря Билоуса.

#### Глава Фонда государственного имущества Украины
19 мая 2015 года был назначен Главой Фонда государственного имущества Украины. Верховная рада утвердила его кандидатуру 258 голосами. В задачи Игоря Билоуса как главы ФГИ Украины входило оценка стоимости крупных предприятий таких как Одесский припортовый завод для их продажи и приватизации. Однако план правительства Украины о приватизации в Украины в 2016 провалился и ни одного крупного предприятия на Украине продать так и не удалось. 1 марта 2017 премьер-министр Владимир Гройсман раскритиковал ФГИ и его руководителя, заявив:

Фонд неэффективно управляет имуществом. Страна теряет миллиарды. Вам надо всем собраться, написать заявления и уволиться.

10 апреля 2017 года Игорь Билоус написал заявление об отставке, о чём сообщил общественности в социальной сети Facebook. 13 апреля 2017 года Верховная рада уволила Игоря Билоуса с должности председателя Фонда государственного имущества (за принятие проекта постановления № 6354 проголосовали 242 депутата).
18 апреля 2017 года Дмитрий Парфененко был назначен и. о. Главы ФГИ (ранее он был первым заместителем Игоря Билоуса).

## Семья
Женат, отец троих дочерей. Жена, Марина Билоус, закончила медуниверситет им. Богомольца, стажировалась в Швейцарии и Великобритании, получила пять патентов на новые виды лечения зубов на Украине. Некоторые методы она разработала вместе со своим отцом.